# دیروط
دیروط شهر و شهرستانی در استان اسیوط مصر است. 